# Ida Wüst
Ida Wüst (n. 10 octombrie 1884, Frankfurt am Main, Imperiul German – d. 4 octombrie 1958, Berlin, RDG) a fost o actriță germană de teatru și film, cu o carieră proeminentă în perioada 1920 - 1930 în filmele realizate de Universum Film AG (Ufa).

## Viața și cariera
Sunt cunoscute puține lucruri despre copilăria Idei Wüst. Ea a descoperit de timpuriu lumea teatrului și a decis să urmeze o carieră de actriță. După ce a urmat liceul la Frankfurt pe Main, Wüst a luat lecții de actorie de la Thessa Klinghammer și la vârsta de 16 ani a primit primul ei angajament la StadtTheatre din Colmar, apoi a jucat pe scena teatrului din Bromberg și din 1904 pe scena teatrului din Leipzig. În 1907 a devenit membru al colectivului Lessing-Theater din Berlin, unde a interpretat roluri în Hosenrollen (roluri de bărbați pe care femeile le interpretau îmbrăcate cu pantaloni) și comedii și a devenit o actriță foarte solicitată.
În timpul anilor petrecuți pe scenă s-a împrietenit și s-a căsătorit cu actorul Bruno Kastner, cu care ea a început să scrie scenarii. Cei doi s-au căsătorit în 1918, au divorțat în 1924, dar nu au avut copii.
Wüst a apărut în patru filme mute din seria Tragödie der Liebe 1-4 în 1922 și 1923 (în engleză: Tragedia dragostei 1-4), alături de tânăra Marlene Dietrich. Au urmat rapid multe alte filme mute și cariera cinematografică a Idei Wüst în epoca filmului mut a fost prolifică. Ea a trecut la cinematograful sonor cu relativă ușurință și a apărut în mai multe piese de teatru și filme în anii 1930.
Al Doilea Război Mondial a adus o criză în cariera Idei Wüst. În anii războiului, ea a interpretat puține roluri pe scenele de teatru și în filme.
După război, cererea Idei Wüst pentru denazificare din 1946 a fost respinsă pentru că ea a fost acuzată că și-ar fi denunțat colegi în timpul regimului nazist, printre care și Eduard von Winterstein. Se cunoștea faptul că Wüst a corespondat cu Adolf Hitler pe parcursul anilor de război și mai multe dintre scrisorile ei către Hitler se află în dosarele Colecției Adolf Hitler de la Universitatea Princeton. Abia în 1949 i s-a permis Idei Wüst să-și continue cariera de actriță. În anii 1950, ea a jucat în mai multe filme, interpretând femei în vârstă vioaie și matroane comice. De asemenea, în anii 1950, ea a revenit pe scenă.
În cursul carierei sale, Ida Wüst a apărut alături de unele dintre cele mai importante vedete ale cinematografiei germane, cum ar fi: Heinz Rühmann, Hans Albers, Peter Lorre, Paul Henckels, Käthe Dorsch, Hans Moser, Käthe Haack, Paul Kemp, Theo Lingen și multe altele.
Pe 4 octombrie 1958 Ida Wüst a murit în urma unui accident vascular cerebral, după o inflamație severă a plămânilor.

## Filmografie
Ca scenarist
- Only a Servant (1919)
- Der König von Paris Teil 1 & 2 (1920)

Ca actriță
- Tragödie der Liebe Teil 1-4 (1923–1924)
- Die Puppenkönigin 1924 (1924)
- Chamber Music (1925)
- O alte Burschenherrlichkeit (1925)
- Die vertauschte Braut (1925)
- Die Strasse des Vergessens (1925)
- The Queen of the Baths (1926)
- The Third Squadron (1926)
- Accommodations for Marriage (1926)
- Unmarried Daughters (1926)
- Die Bräutigame der Babette (1927)
- Das Heiratsnest (1927)
- Unter Ausschluss der Öffentlichkeit (1927)
- Heimweh (1927)
- Venus im Frack (1927)
- Im Luxuszug (1927)
- Assassination (1927)
- Mein Freund Harry (1927)
- The Last Waltz (1927)
- Queen Louise (1927)
- Der Bettelstudent (1927)
- The Case of Prosecutor M (1928)
- Die Königin seines Herzens (1928)
- Der Raub der Sabinerinnen (1928)
- Master and Mistress (1928)
- Youth of the Big City (1929)
- The Burning Heart (1929)
- Father and Son (1929)
- Diary of a Coquette (1929)
- Fräulein Fähnrich (1929)
- Madame X, die Frau für diskrete Beratung (1929)
- Zwischen vierzehn und siebzehn
- The Night Belongs to Us (1929)
- Der Walzerkönig (1930)
- Die Lindenwirtin (1930)
- A Student's Song of Heidelberg (1930)
- Rooms to Let (1930)
- Three Days Confined to Barracks (1930)
- The Caviar Princess (1930)
- Die Scikosbaroness (1930)
- Josef the Chaste (1930)
- Bockbierfest (1930)
- Das alte Lied (1930)
- Marriage in Name Only (1930)
- Zweierlei Moral (1930)
- Die Marquise von Pompadour (1930)
- Wenn die Soldaten... (1931)
- The Firm Gets Married (1931)
- Der Stumme von Portici (1931)
- Das verlorene Paradies (1931)
- Elisabeth von Österreich (1931)
- Bomben auf Monte Carlo (1931)
- My Leopold (1931)
- Der verjüngte Adolar (1931)
- Schützenfest in Schilda (1931)
- Hooray, It's a Boy! (1931)
- Schön ist die Manöverzeit (1931)
- The Night Without Pause (1931)
- Two Heavenly Blue Eyes (1932)
- At Your Orders, Sergeant (1932)
- The Victor (1932)
- No Money Needed (1932)
- Once There Was a Waltz (1932)
- Peter Voss, Thief of Millions (1932)
- Melody of Love (1932)
- Aus einer kleinen Residenz (1932)
- The Song of Night (1932)
- Ballhaus goldener Engel (1932)
- Zwei glückliche Tage (1932)
- Ja, treu ist die Soldatenliebe (1932)
- The Beautiful Adventure (1932)
- The Testament of Cornelius Gulden (1932)
- Mieter Schulze gegen alle (1932)
- Wie sag' ich's meinem Mann? (1932)
- Frederica (1932)
- I by Day, You by Night (1932)
- You Don't Forget Such a Girl (1932)
- Keinen Tag ohne Dich (1933)
- A Song for You (1933)
- Kind, ich freu' mich auf Dein Kommen (1933)
- Little Man, What Now? (1933)
- Lachende Erben (1933)
- Flüchtlinge (1933)
- Fräulein Hoffmanns Erzählungen (1933)
- Die Wette (1933)
- The Tsarevich (1933)
- Des jungen Dessauers grosse Liebe (1933)
- Charley's Aunt (1934)
- Just Once a Great Lady (1934)
- Annette im Paradies (1934)
- Frühlingsmärchen (1934)
- Freut Euch des Lebens (1934)
- The Csardas Princess (1934)
- Der kühne Schwimmer (1934)
- Jungfrau gegen Mönch 1934
- Die Liebe und die erste Eisenbahn (1934)
- Warum lügt Fräulein Käthe? (1935)
- Die blonde Carmen (1935)
- The Private Life of Louis XIV (1935)
- Kater Lampe (1935)
- The World's in Love (1935)
- If It Were Not for Music (1935)
- Eine Seefahrt, die ist lustig (1935)
- Herbstmanöver (1935)
- Eine Nacht an der Donau (1935)
- Die lustigen Weiber (1936)
- Kater Lampe (1936)
- The Beggar Student (1936)
- Nachtwache im Paradies (1936)
- Ein Hochzeitstraum (1936)
- Der lustige Witwenball (1936)
- Heiratsinstitut Ida & Co. (1937)
- Husaren, heraus (1937)
- Fremdenheim Filoda (1937)
- Wenn Du eine Schwiegermutter hast (1937)
- The Beaver Coat (1937)
- Es leuchten die Sterne (1937–1939)
- Diskretion - Ehrensache (1938)
- Das Verlegenheitskind (1938)
- Kleines Bezirksgericht (1938)
- Rote Mühle (1939)
- Die kluge Schwiegermutter (1939)
- Zwei Welten (1939)
- Die unvollkommenen Liebe (1940)
- Wunschkonzert (1940)
- Sein Sohn (1941)
- Happiness is the Main Thing (1941)
- Geliebter Schatz (1943)
- Die beiden Schwestern (1943)
- Das Gesetz der Liebe (1944)
- Die Brüder Noltenius (1945)
- Wenn Männer schwindeln (1950)
- Es begann um Mitternacht (1950)
- Eva im Frack (1950)
- Heimat, Deine Sterne (1951)
- Der Jagerloisl vom Tegernsee (1951)
- I'm Waiting for You (1952)
- Aunt Jutta from Calcutta (1953)
- Die süssesten Früchte (1953)
- Sonne über der Adria (1954)
- Die Barrings (1955)
- Die Herrin vom Sölderhof (1955)
- Roter Mohn (1956)

Spectacole de teatru
- Kammermusik (Lessing-Theater, Berlin, 1914)
- Drei arme kleine Mädels (Theater am Nollendorfplatz, Berlin, 1927)
- Die Männer sind nicht dankbar (Kabarett Simpl, Viena, Austria, 1940)